# Маршалы (род)
Маршалы (англ. Marshal) — английский знатный род нормандского происхождения XI—XIII веков, представители которого носили титул графа Пембрука. Прозвание род получил от название должности маршала английского королевского двора, которая стала наследственной в роду. Самым известным представителем рода был Уильям Маршал, 1-й граф Пембрук (ум. 1219), который впоследствии приобрёл всеевропейскую известность и славу «цвета рыцарства». Однако все его сыновья умерли бездетными, поэтому все владения были разделены между мужьями его дочерей. Существовала также побочная линия рода, угасшая по мужской линии в 1317 году.

## История
Первым достоверно известным представителем рода является Гилберт (ум. до 1130). Согласно «Истории Уильяма Маршала», он был сыном или зятем Гилберта Жиффара, который переселился из Нормандии в Англию или во время Нормандского завоевания, или вскоре после него, и, согласно Книге Страшного суда (1086 год), имел владения в будущем графстве Уилтшир на западе Англии. «Constitutio Domus Regis» называет Гилберта главным маршалом королевского двора Генриха I. Имя его жены неизвестно, возможно, она была наследницей Уильяма Фиц-Ожера. У Гилберта известно двое сыновей: младший, Уильям Жиффар (ум. после 1166), который в 1141—1142 годах был канцлером королевы Матильды. Старший же, Джон Фиц-Гилберт (ум. 1165), унаследовал от отца должность маршала. Он принимал участие в гражданской войне в Англии (сначала на стороне Стефана Блуасского, затем на стороне императрицы Матильды), благодаря чему получил ряд владений. Во время правления Генриха II сохранил большую часть своих приобретений, а должность главного маршала стала наследственной в его семье. Позже Джон попал в опалу, и не играл серьёзной роли в английской политике, однако в 1164 году он начал тяжбу против архиепископа Кентерберийского Томаса Беккета, которой воспользовался король, чтобы изгнать архиепископа из Англии.
Джон был женат дважды. Точное происхождение первой жены, Эйлин, неизвестно. «The Complete Peerage» указывает, что она была дочерью Уолтера Пипарда, небогатого землевладельца из Уилтшира. Согласно «Истории Уильяма Маршала» Джон развёлся с ней, чтобы вступить во второй брак. После этого Эйлин вышла замуж вторично за Стефана Гэя, мелкого оксфордширского землевладельца. От этого брака родилось двое сыновей, умерших рано без наследников. Второй раз Джон женился на Сибилле, сестре могущественного уилтширского землевладельца Патрика, 1-го графа Солсбери. Этот брак не только положил конец войне, которую Джон и Патрик вели между собой, но и послужил укреплению социального статуса Джона. В этом браке родилось 4 сына и 3 дочери. Из них старший сын, Джон II Маршал, который унаследовал часть владений отца, а также должность главного маршала, которую он сохранял до своей смерти в 1194 году. Он не оставил законных детей, однако у него был побочный сын Джон III (ум. 1235), основавшего боковую линию рода. Ещё один сын, Генри Маршал (ум. 1216) был епископом Эксетера.
Самым известным из сыновей Джона был Уильям Маршал (ум. 1219), который впоследствии приобрёл всеевропейскую известность и славу «цвета рыцарства». Будучи младшим сыном мелкого дворянина, Уильям не имел наследства и земель. Свои молодые годы он провел в качестве странствующего рыцаря и успешного участника турниров. По мнению современников, являлся величайшим рыцарем христианского мира. Благодаря браку с Изабеллой де Клер, дочери Ричарда Стронгбоу, Уильям получил титул графа Пембрука, что сделало его одним из богатейших аристократов Англии. Кроме того, после гибели старшего брата он унаследовал должность главного маршала. Он руководил королевской армией во время Первой баронской войны (1215—1217), был одним из гарантов Великой хартии вольностей 1215 года, а после смерти Иоанна Безземельного осуществлял функции регента Англии при его малолетнем сыне Генрихе III.
Пятеро сыновей Уильяма последовательно наследовали титул и владения отца. Старший, Уильям Маршал, 2-й граф Пембрук, после смерти отца унаследовал владения в Англии и отцовские титулы, в то время как второй сын, Ричард Маршал, унаследовал владения матери в Нормандии. Уильям успешно воевал против валлийского правителя Лливелина ап Иорверта, отобрав у него несколько замков. Также он занимал пост юстициария Ирландии, где ему пришлось отстаивать земли, которые пытался захватить Гуго де Ласи, 1-й граф Ольстер.
Уильям неожиданно умер 6 апреля 1231 года, не оставив детей, ему наследовал брат Ричард, который до смерти брата гораздо больше проводил времени во Франции. Из-за этого у Ричарда возникли некоторые проблемы с получением наследства, ибо короля призывали конфисковать владения. После опалы Хьюберта де Бурга, 1-го графа Кента Ричард возглавил баронскую оппозицию королю, недовольную засильем в его окружении «пуатевинцев». Вскоре он восстал против короля, но в апреле 1234 году был разбит в битве при Куррахе. Получивший рану Ричард вскоре умер, не оставив детей. Хотя его брату Гилберту было позволено унаследовать владения рода в Англии, Уэльсе и Ирландии, но все земли в Нормандии были захвачены Людовиком IX Французским и больше никогда в род не вернулись.
Хотя Гилберт и был признан графом Пембрука, однако ни он, ни наследовавшие ему братья Уолтер и Ансельм, не пользовались расположением короля. Гилберт умер в 1241 году, Уолтер — в 1245, Ансельм умер вскоре после него. Поскольку ни один из сыновей Уильяма Маршала, 1-го графа Пембрука, не оставил сыновей, главная ветвь рода угасла в 1245 году. Их многочисленные владения были разделены между мужьями пятерых дочерей Уильяма. Среди семей, которые извлекли выгоду из-за угасания рода Маршалов (сразу или спустя какое-то время), были Биго, Клеры, Феррерсы, Мортимеры, Богуны, Кантилупы, Валенсы и Гастингсы.
Вымирание старшей линии рода Маршалов приписывали проклятию, которое епископ Фернса Албин О’Муллой наложил на Уильяма Маршала, 1-го графа Пембрука, за то, что тот захватил принадлежавшие ему поместья в Ирландии.
Основателем побочной линии дома был Джон III Маршал, незаконнорожденный сын Джона II Маршала. Его отец был сенешалем Иоанна Безземельного в бытность того графом Мортеном и погиб в одном из боёв. Его матерью, вероятно, была Алиса де Кольевиль, жена Уильяма де Кольевиля, землевладельца из Сассекса. Он пользовался расположением Иоанна Безземельного, получив от того владения в Ирландии. Сохранил он своё положение и во время правления Генриха III Кроме того, он женился на Эвелин де Ри (ум. 1267), наследнице восточно-английской баронии Хингхэм (или Хоккеринг). Он оставил двоих детей. Старший, Джону IV Маршалу (ум. 1242) был некоторое время графом Уориком по праву жены, однако детей не оставил. Второй сын, Уильям Маршал из Нортона, участвовал в баронском восстании на стороне Симона де Монфора и умер в 1265 году во время боевых действий. Его сын, Джон Маршал унаследовал в 1267 году владения бабушки. О стал совершеннолетним в 1278 году и умер в 1282 году. Его сын, Уильям Маршал из Нортона, в 1309 году упоминается как барон Маршал. Он погиб в 1314 году в битве при Бэннокбёрне. Со смертью его сына Джона в 1316 году род Маршалов по мужской линии угас, а владения и титул унаследовала его сестра, Авиза Маршал (ум. до 1327), которая была замужем за Робертом де Морли, 2-м бароном Морли.

## Генеалогия

### Основная ветвь
Гилберт Маршал (ум. до 1130), главный маршал королевского двора Генриха I;
- Джон Фиц-Гилберт (ок. 1105 — до ноября 1165), главный маршал английского королевского двора; 1-я жена: (развод в 1140-е) Эйлин, возможно, дочь Уолтера Пипарда[6]; после развода вышла замуж вторично за Стефана Гэя; 2-я жена: 2-я жена: Сибилла, дочь Уолтера Фиц-Эдварда Солсберийского и Матильды де Чауорт;
  - (от 1-го брака) Гилберт Фиц-Джон (ум. до ноября 1166), унаследовал часть владений отца, вскоре умер без потомства[4];
  - (от 1-го брака) Уолтер Фиц-Джон (ум. ок. 1166/1167)[4][К 2];
  - (от 2-го брака) Джон II Маршал (ок. 1144/1145 — март 1194); унаследовал часть владений отца, а также должность главного маршала, которую он сохранял до своей смерти. После смерти единокровного брата Гилберта унаследовал и его владения; жена: Джоанна де Порт (ум. ок. 1204/1213), дочери Адама де Порта, барона из Бейзинга, и Мабиль д’Орваль. Законных детей Джон Маршал не имел. После смерти мужа Джоанна вышла замуж вторично — за Риварда де Риверса[4].
    - (незаконный) Джон III Маршал (ум. 1235), родоначальник побочной линии рода Маршалов[4].

  - (от 2-го брака) Уильям Маршал (ок. 1146 — 14 мая 1219), главный маршал с 1194, 1-й граф Пембрук с 1199; жена: с августа 1189 Изабелла де Клер (ум. 1220), 4-я графиня Пембрук с 1186, дочь Ричарда Стронгбоу, 2-го графа Пембрука и Эвы Лейнстеркой[4];
    - Уильям II Маршал (ок. 1190 — 6 апреля 1231), 2-й граф Пембрук и главный маршал Англии с 1219; 1-я жена: с 1214 Алиса де Бетюн (ум. ок. 1216), дочь Бодуэна де Бетюн[англ.], графа Омаля, и Хафизы Омальской; 2-я жена: с 23 апреля 1224 Элеонора Плантагенет (1215 — 13 апреля 1275), дочь короля Англии Иоанна Безземельного и Изабеллы Ангулемской; в 1238 году вышла замуж вторично за Симона де Монфора, 6-го графа Лестера[4];
    - Матильда (Мод) Маршал[англ.] (до 1195 — 1/7 апреля 1248); 1-й муж: до 1207 Хью Биго (ум. 11/18 февраля 1225), 3-й граф Норфолк с 1221; 2-й муж: до 13 октября 1225 Уильям IV де Варенн (1166 — 27 мая 1240), 6-й граф Суррей с 1202[4];
    - Ричард Маршал (ум. 16 апреля 1234), 3-й граф Пембрук и главный маршал Англии с 1231; жена: Жервеза де Витре (ум. 1236/1241), виконтесса Динана, дочь Алена, сеньора де Витре, и Клеменции де Фужер, вдова Жуэля, сеньора Майена, и Жоффруа I, виконта де Роган[4];
    - Гилберт Маршал (ум. 27 июня 1241), 4-й граф Пембрук и главный маршал Англии с 1234; жена: с 1 августа 1235 Марджори Шотландская (ум. 17 ноября 1244), дочь Вильгельма I Льва, короля Шотландии, и Ирменгарды де Бомон[4];
      - (незаконная) Изабелла Маршал; муж: Рис ап Маэлгвин Вихан (ум. 1255)[4];

    - Уолтер Маршал (после 1198 — 24 ноября 1245), 5-й граф Пембрук и главный маршал Англии с 1241; жена: с 6 января 1242 Маргарет де Квинси[англ.] (до 1208 — март 1266), дочь Роберта де Квинси и Авизы Честерской, вдова Джона де Ласи, 2-го графа Линкольна[англ.][4];
    - Ансельм Маршал (ум. 22/24 декабря 1245), 6-й граф Пембрук и главный маршал Англии с 1245; жена: Матильда де Богун (ум. 20 октября 1252), дочь Хамфри де Богуна, 2-го графа Херефорда, и Матильды де Мандевиль; её вторым мужем был Роджер де Квинси, 2-й граф Уинчестер[4];
    - Изабелла Маршал (ум. 9 октября 1240); 1-й муж: с 9 октября 1214 или 1217 Гилберт де Клер (ок. 1180 — 25 октября 1230),  4/5-й граф Хартфорд и 7-й барон Клер с 1217, 1/5-й граф Глостер с 1218; 2-й муж: с 13 или 30 марта 1231 Ричард Корнуоллский (5 января 1209 — 2 апреля 1272), 1-й граф Корнуолл с 1227, король Германии с 1257[4];
    - Сибилла Маршал (ум. до 1238); муж: до 14 мая 1219 Уильям де Феррес (ум. 28 марта 1254), 5-й граф Дерби с 1247[4];
    - Ева Маршал (1200/1210 — до 1246); муж: Уильям де Браоз (ум. 2 мая 1230), барон Абергавенни[4];
    - Джоанна Маршал (ум. до 1242); муж: Уоррен де Мюшенси (ум. 1255), лорд Сванскомби[4].

  - (от 2-го брака) Ансель[4][К 3];
  - (от 2-го брака) Генри (ум. 1206), декан Йорка в 1189 году, епископ Эксетера в 1194 году[4][К 4];
  - (от 2-го брака) Матильда (Мод); муж: Роберт де Понт Л’Арш (ум. после 1196)[К 5];
  - (от 2-го брака) дочь (ок. 1145/1155 — ?); муж: с ок. 1160/170 Уильям III Красс (Ле Грос)[англ.] (ум. ок. 1204/1214), барон из Чиппинг Содбери, стюард Нормандии в 1203[4][К 6];
  - (от 2-го брака) Маргарита (ум. ок. 1242/1243)[К 7]; 1-й муж: Ральф II де Сомери (ум. 1210), сеньор Дадли (Вустершир); 2-й муж: Морис де Ганд (ум. 1230)[4][6].
- Уильям Жиффар (ум. после 1166), канцлер императрицы Матильды в 1141[4].

### Потомки Джона III Маршала
Джон III Маршал (ум. 1235), барон Хингэма, главный судья лесов в 1217—1221; жена: с 1200 Эвелин де Ри (ум. 1267), наследница Хингэма, дочь Хьюберта IV де Ри из Хингэма;
- Джон IV Маршал (ум. 1242), граф Уорик (по праву жены) с 1242, маршал Ирландии; жена: до 1242 Маргарита де Бомон (ум. 3 июня 1253), 7-я графиня Уорик с 1242, дочь Генриха де Бомона, 5-го графа Уорик, и Филиппы Бассет; её вторым мужем был Джон дю Плесси (ум. 25 февраля 1263)[4];
- Уильям I Маршал из Нортона (ум. ок. 1265); жена: Элизабет де Феррерс (ум. 1297), дочь Уильяма де Феррерса, 5-го графа Дерби и Маргарет де Квинси; её вторым мужем был Давид III ап Грифид (ок. 1235 — 3 октября 1283), принц Уэльский с 1282[4];
  - Джон V Маршал (1255/1256 — до 4 декабря 1282), барон Хингэма с 1267; жена: Авиза;
    - Уильям II Маршал из Нортона (29 сентября 1277 — 23/24 июня 1314), барон Хингэма с 1282, барон Маршал из Хингэма в 1309 ; жена: Кристиана Фиц-Уолтер (ум. до 6 декабря 1315), дочь Роберта Фицуолтера, 1-го барона Фицуолтера, и Деворгилы де Бург[4];
      - Джон (VI) Маршал (1292—1316), барон Маршал из Хингэма с 1314[4];
      - Дениза Маршал (ум. 14 сентября 1316)[4];
      - Авиза Маршал (ум. до 1327), баронесса Маршал из Хингэма с 1317; муж: Роберт де Морли (ум. 23 марта 1360), 2-й барон Морли[4];

    - Перронела Маршал; муж: с 1304 (контракт) Томас де Вер (1280/1284 — 1328/1329)[4];

  - Уильям Маршал[4];
- Алиса Маршал (ум. до 1272); муж: N. де Кару[4];
- ребёнок
  - Матильда (ум. до 15 февраля 1308)[К 8]; муж: до 1290 Хью де Мортимер (ум. 20 июля 1304)[4].